# هنري غانثر
هنري غانثر (بالإنجليزية:  Henry Gunther)‏ كان جنديًّا أمريكيًّا وهو آخر جندي من جنود الولايات المتحدة يُقتل في الحرب العالمية الأولى. لقد قُتل في الساعة 10:59 صباحا، أي قبل دقيقة واحدة من أن تصبح الهدنة حيز التنفيذ في الساعة 11:00 صباحا.